# 栃木県道36号岩舟小山線
栃木県道36号岩舟小山線（とちぎけんどう36ごう いわふねおやません）は、栃木県栃木市から小山市を結ぶ県道（主要地方道）である。

## 概要
かつて1984年（昭和59年）に国道50号岩舟小山バイパスが開通するまでこのルートが国道に指定されていたため（ただしバイパス開通後1986年（昭和61年）までは平行して国道に指定されていた）、群馬県道・栃木県道67号桐生岩舟線ともども地元では旧50号と呼ばれる。

### 路線データ
- 総延長：9.710 km
- 実延長：8.922 km[1]
- 起点：栃木県栃木市岩舟町和泉（和泉交差点 = 栃木県道11号栃木藤岡線・栃木県道67号桐生岩舟線交点）
- 終点：栃木県小山市大字大行寺（大行寺立体交差 = 国道50号・栃木県道264号小山結城線交点）
- 認定：1986年（昭和61年）3月28日

## 歴史
- 1993年（平成5年）5月11日 - 建設省から、県道岩舟小山線が岩舟小山線として主要地方道に指定される[2]。

## 地理

### 通過する自治体
- 栃木市
- 小山市

### 交差する道路

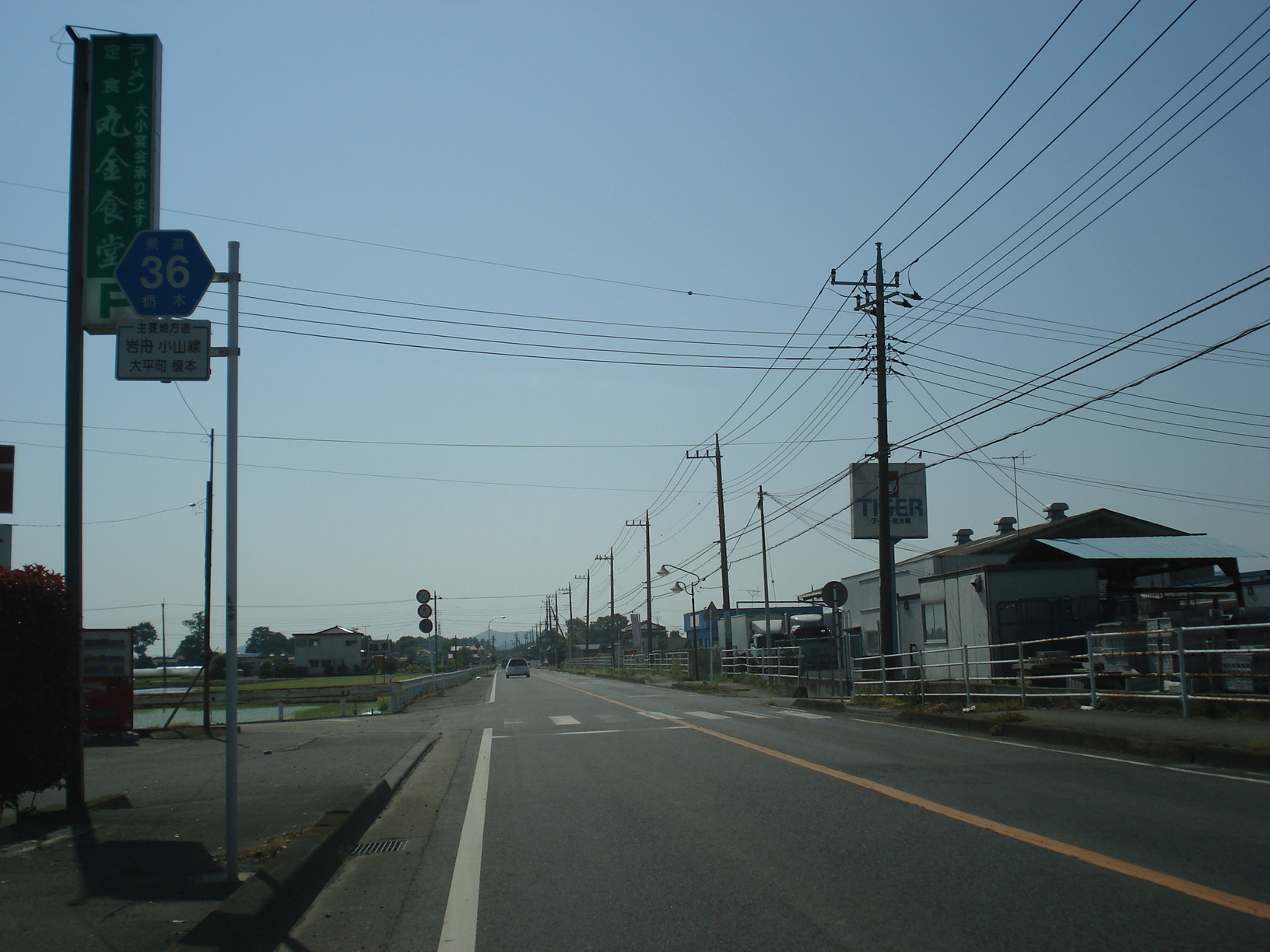
栃木市大平町榎本付近

- 栃木県道11号栃木藤岡線・栃木県道67号桐生岩舟線（起点）
- 栃木県道160号和泉間々田線（栃木市岩舟町和泉・静和交差点）
- 栃木県道252号蛭沼川連線（栃木市大平町西水代・西水代交差点）
- 栃木県道153号南小林栃木線（小山市南小林・南小林交差点）
- 栃木県道33号小山環状線（小山市 下国府塚交差点から下石塚交差点まで重複区間）
- 国道50号・栃木県道264号小山結城線（終点）